# Sabran, Gard
Sabran är en kommun i departementet Gard i regionen Occitanien i södra Frankrike. Kommunen ligger i kantonen Bagnols-sur-Cèze som tillhör arrondissementet Nîmes. År 2022 hade Sabran 1 596 invånare.

## Befolkningsutveckling
Antalet invånare i kommunen Sabran
Referens:INSEE